# Lumsk
Lumsk es un grupo noruego de folk metal, creado en la ciudad de Trondheim.
Su música se caracteriza por la mezcla de instrumentos clásicos y el heavy metal. Sus letras generalmente apuntan a las tradiciones o mitologías nórdicas por lo que se les puede considerar como folk metal.

## Historia
Tras sacar una demo firmaron contrato con Spikefarm Records en el año 2001, publicando su primer EP, Åsmund Frægdegjevar. Al año siguiente firmaron con Tabu Recordings para el lanzamiento de su disco de debut, al que llamarán con el mismo título. Su música se caracteriza por la mezcla de instrumentos clásicos y heavy metal. Su narración se basa en la saga de Ásmund que, en la interpretación de Lumsk, viajó desde Irlanda para rescatar a la hija del rey de un grupo de trolls.
Unos años después, y con nueva vocalista y guitarrista, publicaron su segundo disco, Troll, que se aleja en ciertos aspectos de su anterior trabajo, siendo menos heavy y oscuro. No tiene una línea argumental, aunque sigue contando historias de la mitología nórdica escritas por Birger Sivertsen y su esposa Kristin.
El mismo año publicaron el sencillo «Nidvisa» con una canción escrita dentro del movimiento «Devolvednos las Navidades» (Gi oss jula tilbake en noruego) en protesta contra la temprana decoración de los centros comerciales en Navidades. Las ventas del disco se dedican a esta campaña.
El 26 de febrero de 2007 publicaron su tercer disco, Det Vilde Kor, en que ponen música a la colección de poemas de tal título del escritor noruego Knut Hamsun.

## Discografía

### Åsmund Frægdegjevar
Fecha de lanzamiento: 25 de agosto de 2003
```
  1. «Det var Irlands kongi bold» – 2:08
  2. «Ormin lange» – 4:44
  3. «Skip under lide» – 5:34
  4. «I trollehender» – 3:11
  5. «Hår som spunnid gull» – 2:08
  6. «Slepp meg» – 4:23
  7. «Skomegyvri» – 6:24
  8. «Olafs belti» – 4:45
  9. «I lytinne två» – 3:54
 10. «Langt nord i Trollebotten» – 3:33
 11. «Fagran fljotan folen» – 7:23
 12. «Kampen mot bergetrolli» – 4:07
 13. «Der e ingin dag'e» – 6:06
```

### Troll
Fecha de lanzamiento: 6 de junio de 2005
```
  1. «Nøkken» – 3:33
  2. «Dunker» – 4:03
  3. «Åsgårdsreia» – 4:33
  4. «Trolltind» – 4:16
  5. «Allvis» – 6:41
  6. «Perpålsa» – 3:37
  7. «Blæster» – 8:39
  8. «Byttingen» – 5:00
```

### Det Vilde Kor
Fecha de lanzamiento: 26 de febrero de 2007
```
  1. «Diset Kvæld»
  2. «Om Hundrede Aar er Alting glemt»
  3. «Høstnat»
  4. «Paa Hvælvet»
  5. «Lad Spille med Vaar over Jorden»
  6. «Duttens Vise»
  7. «Svend Herlufsens Ord, del I Min Kærest er som den»
  8. «Svend Herlufsens Ord, del II Og du vil vide»
  9. «Svend Herlufsens Ord, del III Jeg har det»
 10. «Svend Herlufsens Ord, del IV Se, Natten er Livet»
 11. «Godnat Herinde»
 12. «Skærgaardsø»
```

## Miembros

### Miembros actuales
- Vidar Berg - Baterías
- Espen Warankov Godø - Sintetizadores, piano
- Eystein Garberg - Guitarra
- Ketil Sæther - Guitarra
- Espen Hammer - Bajo

### Miembros anteriores
- Stine Mari Langstrand - Vocalista
- Siv Lena Waterloo Laugtug - Violín
- Alf Helge Lund - Batería
- Bjørnar Selsbak - Guitarra
- Vibeke Arntzen - Vocalista